# لوگاشکینو

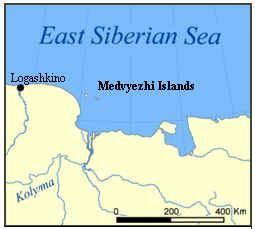
لوگاشکینو روی نقشه

لوگاشکینو (روسی: Лога́шкино) یک شهرک در ناحیه کولیمای پایین یاقوتستان، روسیه بود که در سال ۱۹۹۸ برچیده شد. این یک ایستگاه تجاری در سواحل خلیج کولیما، دریای سیبری شرقی، واقع در بندر لوگاشکینو بود. ارتفاع آن از سطح دریاهای آزاد: ۸٫۸ متر (۲۹ فوت). بود.
این شهرک درست در شرق دهانه رودخانه آلازیا در منطقه‌ای از توندرا، باتلاق‌ها و دریاچه‌ها قرار داشت.